# Coenraadsburg

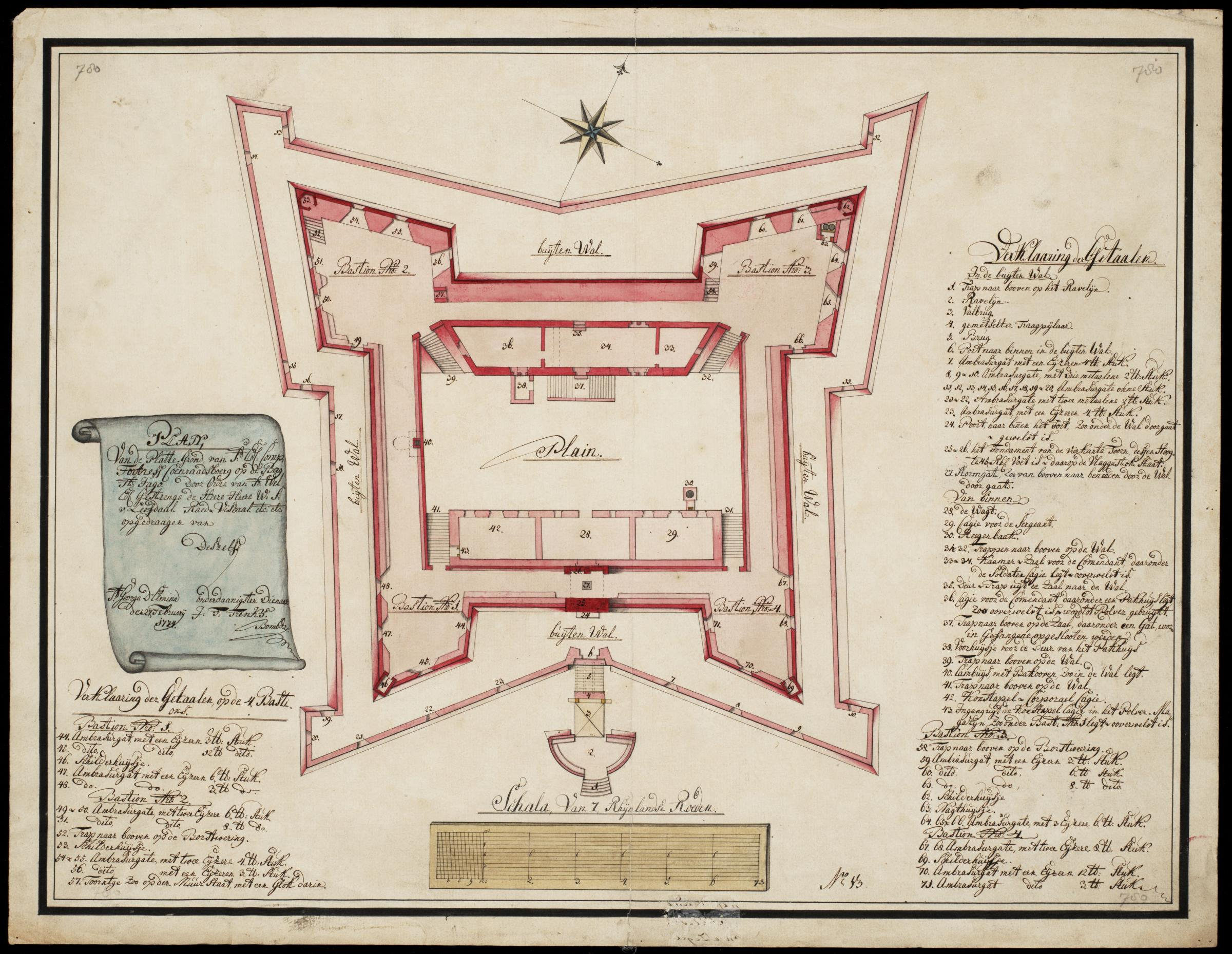
Plattegrond van Fort Coenraadsburg te Elmina

Coenraadsburg (ook wel Conradsburg of Sint Jago genoemd) is een door de West-Indische Compagnie (WIC) gebouwd fort nabij het hoofdfort Elmina. Het werd vernoemd naar Albert Coenraetsz. Burgh, Opper-Bewindhebber van de WIC Kamer van Amsterdam en vanaf 1638 ook burgemeester van Amsterdam.
De Hollanders zijn in 1637, direct na de verovering van fort São Jorge da Mina (Sint George) op de heuvel van Sint-Jacob (Santiago) begonnen met de sloop van de Portugese kerk (gebouwd in 1503), en bouwden er een tijdelijke vierzijdige fortificatie bestaande uit aarden wallen met een toren, een poort en een klein gebouw voor de huisvesting van militairen. 
In de jaren zestig van de 17e eeuw werd deze versterking vervangen door een stenen fort. Dit fort, genaamd Coenraadsburg, is aan de Goudkust de enige versterking met uitsluitend een militair doel. De reden voor de bouw was het voorkomen van hetgeen de Portugezen is overkomen. De Hollanders hadden immers zelf het fort São Jorge da Mina weten te veroveren door het vanaf de Sint-Jacobsheuvel te beschieten.
Het fort had uitsluitend een militaire bestemming. De twee grote bastions aan de landzijde moesten vooral bescherming bieden tegen aanvallen uit het binnenland. De twee halve batterijen aan de zuidoost- en zuidwestkant keken uit over de oceaan. Van deze kant werden geen aanvallen verwacht en de WIC kon volstaan met een zwakkere verdediging. Ze hadden vooral als taak de toegang tot het fort te verdedigen. In het midden van het fort stond een lange smalle toren van zo'n 14 meter van waaruit men een goed uitzocht had over de directe omgeving.
In 1645 verbleven er in Sint George en Coenraadsburg 83 mensen, met 184 slaven die in het kasteel werkten. Met het opdoeken van de WIC in 1791, verviel de militaire functie van het fort en het werd gebruikt als gevangenis en ziekenhuis. Het fort bleef in Nederlandse handen tot 1871, toen het aan de Britten werd verkocht (Verdrag van Sumatra). Na de Britse overname werd een tweede etage op het hoofdgebouw geplaatst waarmee het fort geschikt werd voor permanente bewoning. 

## Afbeeldingen

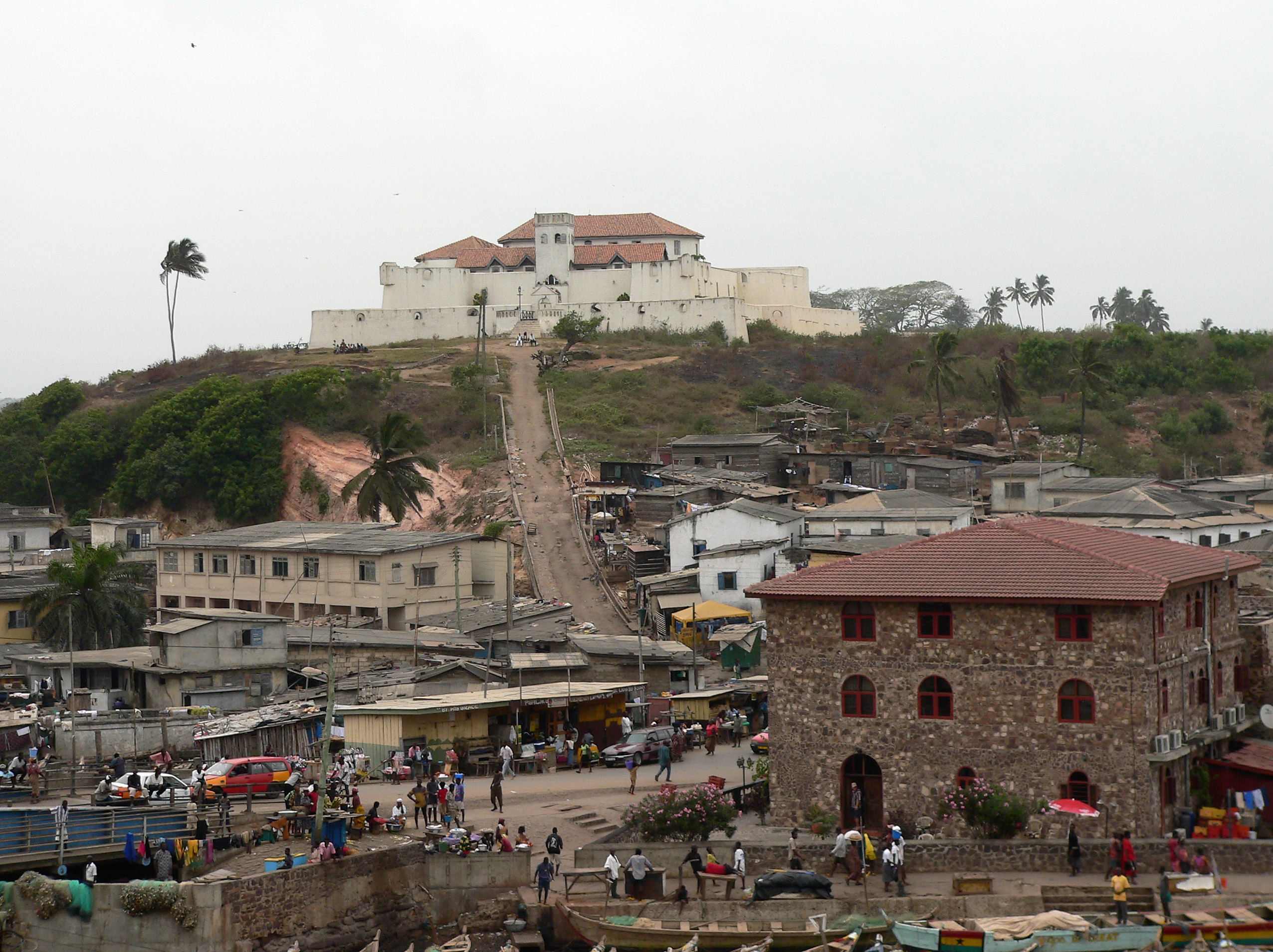
Gezicht op Coenraadsburg vanuit Elmina
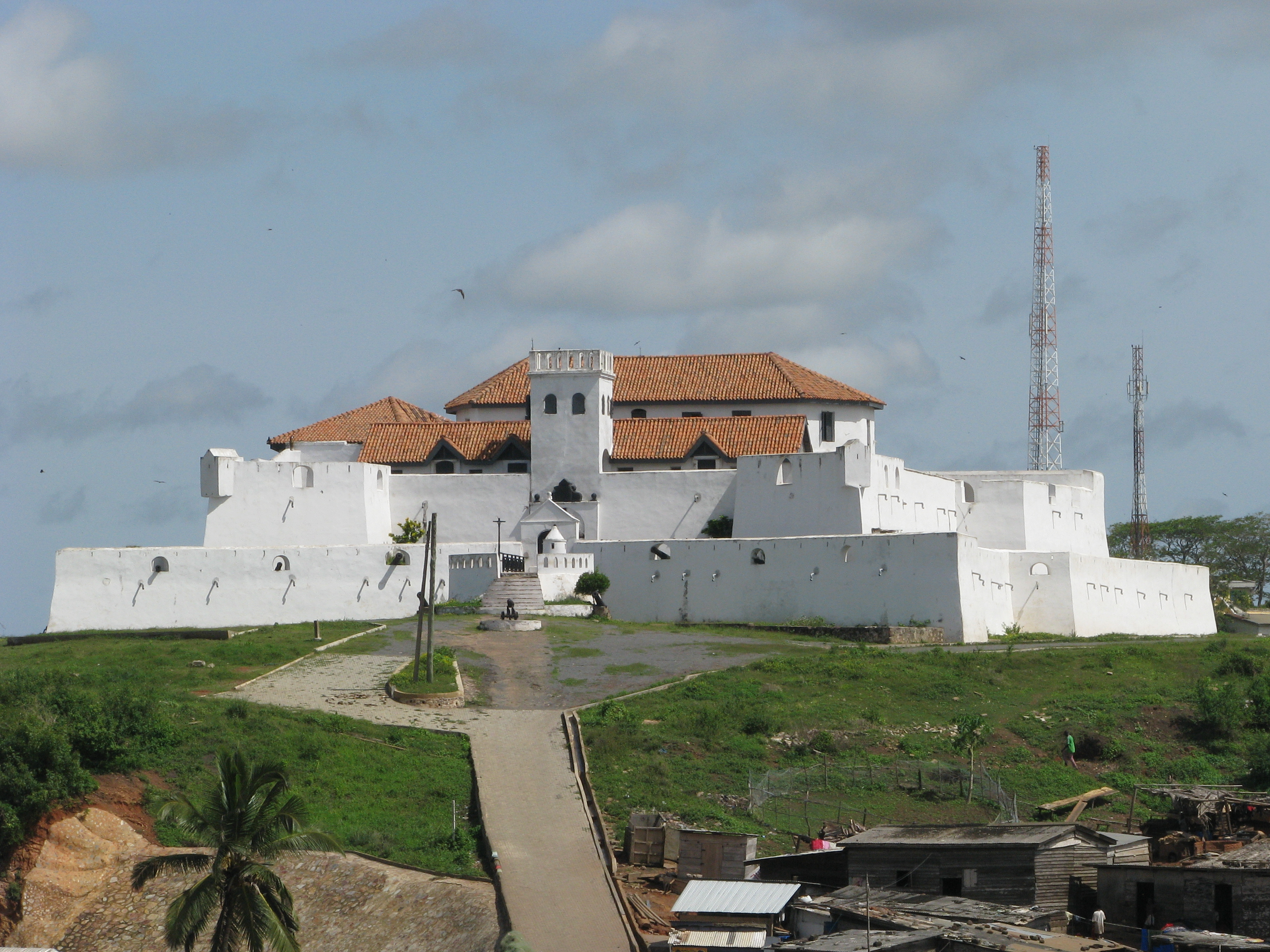
Fort Coenraadsburg